# Idioma ngoya
Ngoya, también conocido como  'Pala'  (Kibala, Ipala), es un idioma recientemente reconocido de Angola que desde ca. 2010 se ha utilizado para transmisiones de radio nacionales. Anteriormente se había considerado un dialecto de Kimbundu sin ninguna evidencia lingüística, y parece ser de transición entre Kimbundu y Umbundu. 
Nyoya se habla en la Provincia de Cuanza Sur entre el songo al norte y el umbundu al sur.
El nombre "Ngoya" es una palabra umbundu que significa "salvaje". El endónimo es  Pala , que con el prefijo sustantivo-clase-7 es  Íipàlà . Con frecuencia se traduce como "Kibala", que es la forma de Kimbundu.